# Assassinato de Alexandre II da Rússia
Em 13 de março [Calendário Juliano: 1º de março] de 1888, Alexandre II, o Imperador da Rússia, foi assassinado em São Petersburgo, na Rússia, enquanto retornava do Palácio de Inverno do Manège Mikhailovsky em uma carruagem fechada.
O assassinato foi planejado pelo Comitê Executivo da Narodnaya Volya ("Vontade do Povo"), principalmente por Andrei Zhelyabov. Dos quatro assassinos coordenados por Sophia Perovskaya, dois realmente cometeram o ato. Um assassino, Nikolai Rysakov, jogou uma bomba que danificou a carruagem, levando o czar a desembarcar. Neste momento, um segundo assassino, Ignacy Hryniewiecki, jogou uma bomba que feriu mortalmente Alexandre II.
Alexandre II já havia sobrevivido a várias tentativas de assassinato, incluindo as de Dmitry Karakozov e Alexander Soloviev, a tentativa de dinamitar o trem imperial em Aleksandrovsk (Zaporizhzhia) e o bombardeio do Palácio de Inverno em fevereiro de 1880. O assassinato é popularmente considerado a ação mais bem-sucedida do movimento niilista russo do século XIX.

## Conspiradores
Em 25-26 de agosto de 1879, no aniversário de sua coroação, o Comitê Executivo de 22 membros da Narodnaya Volya resolveu assassinar Alexandre II na esperança de que isso precipitasse uma revolução.   Ao longo do ano e meio seguinte, as várias tentativas de assassinato de Alexandre terminaram em fracasso. O Comitê então decidiu assassinar Alexandre II em seu caminho de volta ao Palácio de Inverno após sua visita habitual de domingo ao Manège Mikhailovsky. Andrei Zhelyabov foi o principal organizador da conspiração. O grupo observou suas rotinas por alguns meses e foi capaz de deduzir as intenções alternativas da comitiva. Eles descobriram que o czar voltava para casa passando pela Rua Malaya Sadovaya ou dirigindo pelo Canal de Catarina. Se pela Malaya Sadovaya, o plano era detonar uma mina colocada sob a rua. Para garantir ainda mais o sucesso da trama, quatro lançadores de bombas deveriam ficar nas esquinas da rua; após a explosão, todos eles deveriam cercar o czar e usar suas bombas se necessário. Se, por outro lado, o czar passasse pelo canal, somente os lançadores de bombas seriam confiáveis. Ignacy Hryniewiecki (Ignaty Grinevitsky), Nikolai Rysakov, Timofey Mikhailov e Ivan Yemelyanov se ofereceram como lançadores de bombas.  
O grupo abriu uma loja de queijos no Empórioa Eliseyev, na Rua Malaya Sadovaya, e usou uma das salas para cavar um túnel que se estendia até o meio da rua, onde depositavam grandes quantidades de dinamite. As bombas portáteis foram projetadas e fabricadas principalmente por Nikolai Kibalchich. Na noite anterior ao ataque, Perovskaya, juntamente com Vera Figner (também uma das sete mulheres no Comitê Executivo), ajudou a montar as bombas.  

Zhelyabov deveria ter comandado o bombardeio e deveria atacar Alexandre II com uma adaga ou pistola, caso tanto a mina quanto as bombas não tivessem sucesso. Quando Zhelyabov foi preso dois dias antes do ataque, sua esposa Sophia Perovskaya assumiu o comando. 

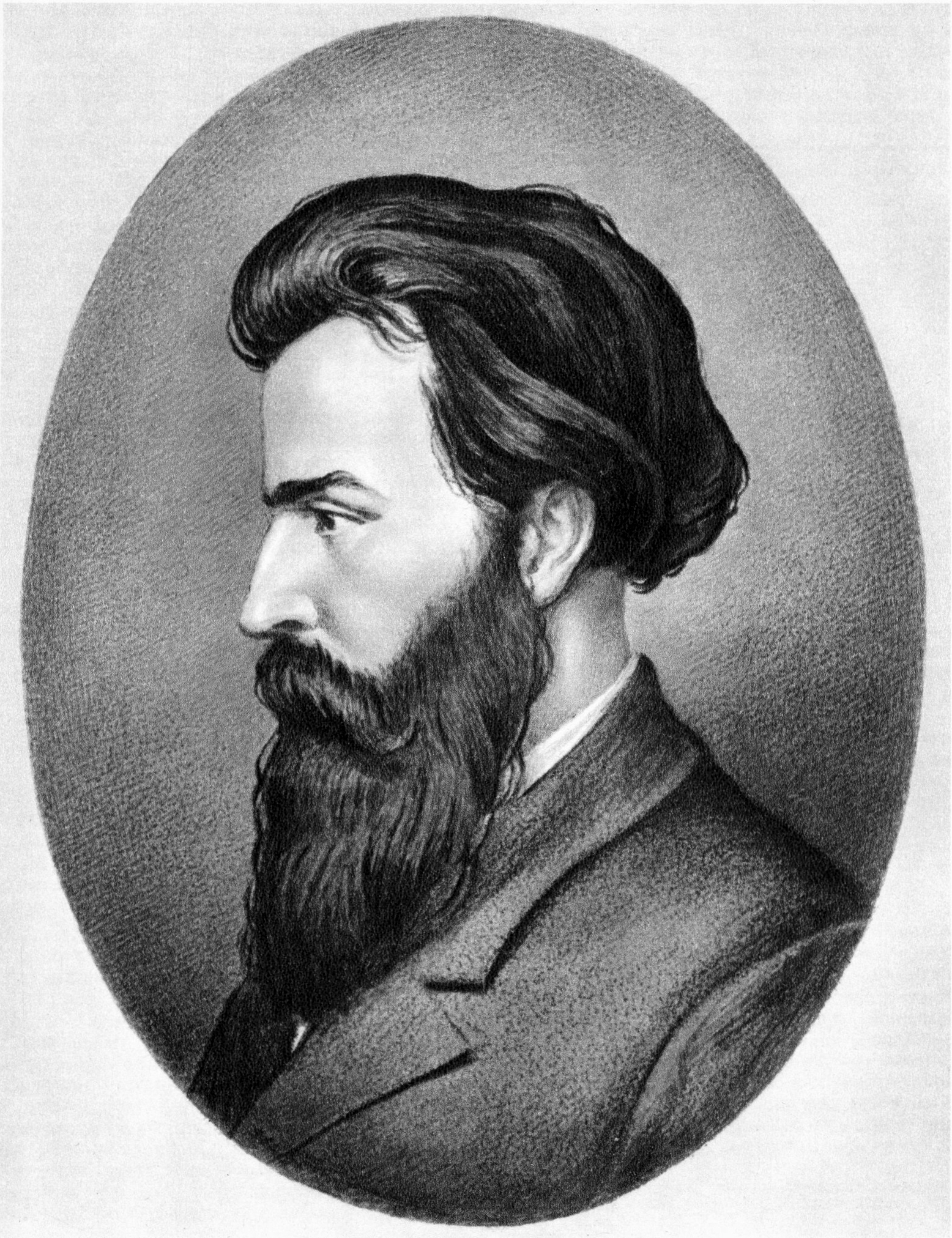
Andrei Zhelyabov (julgado e enforcado)
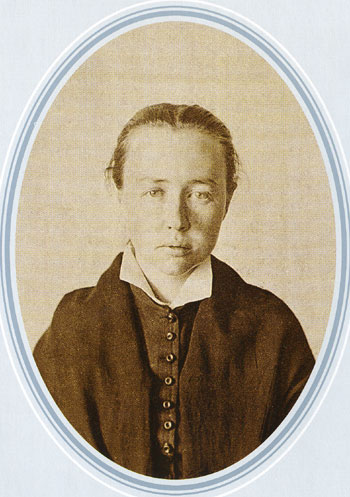
Sophia Perovskaya (julgada e enforcada)
Nikolai Rysakov (julgado e enforcado)
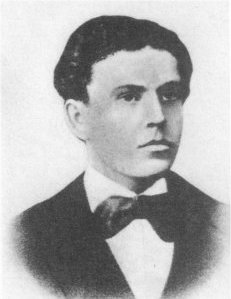
Ignacy Hryniewiecki (morreu devido aos ferimentos da 2ª explosão)
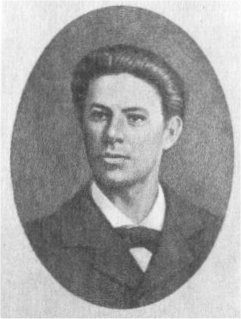
Ivan Yemelyanov (20 anos de prisão; perdoado)
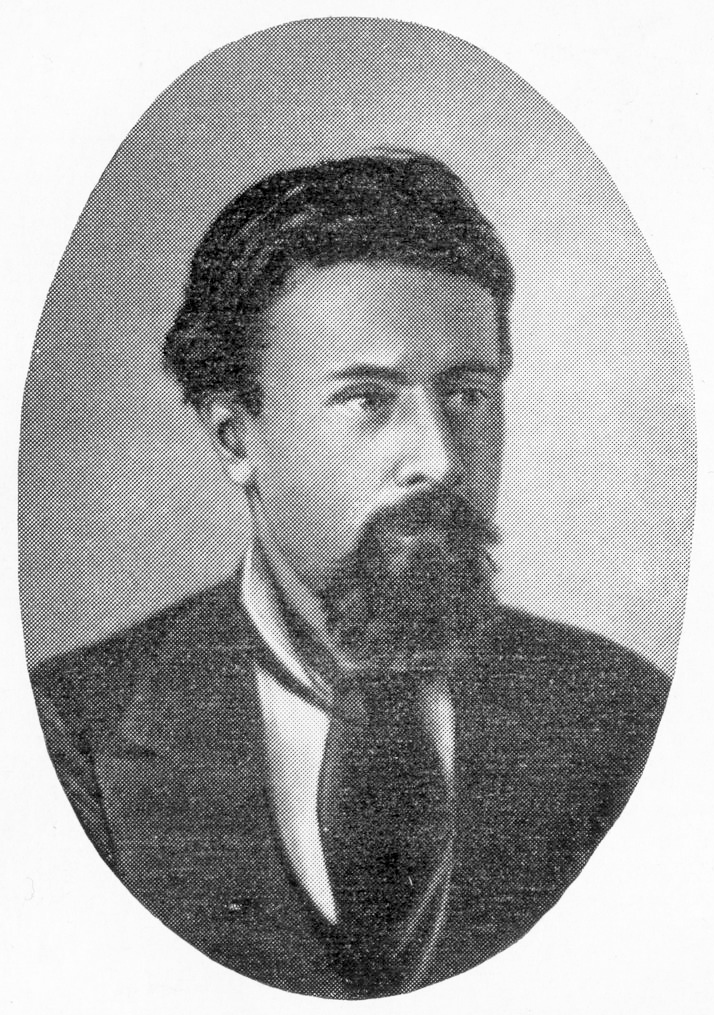
Nikolai Kibalchich (julgado e enforcado)
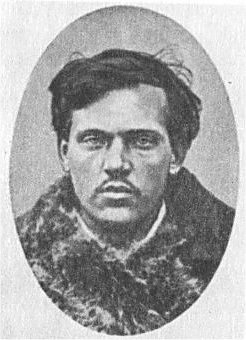
Timofey Mikhailov (julgado e enforcado)
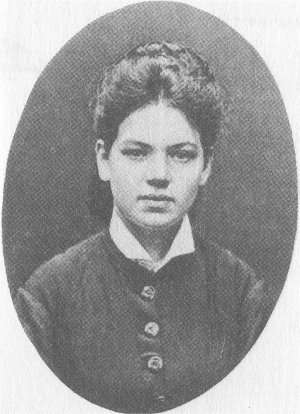
Hesya Helfman (morreu na prisão após o parto em 1882)
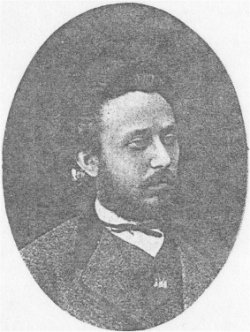
Nikolai Sablin (cometeu suicídio)
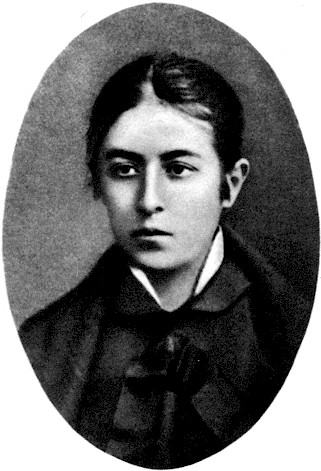
Vera Figner (20 anos de prisão; perdoada)

## Assassinato

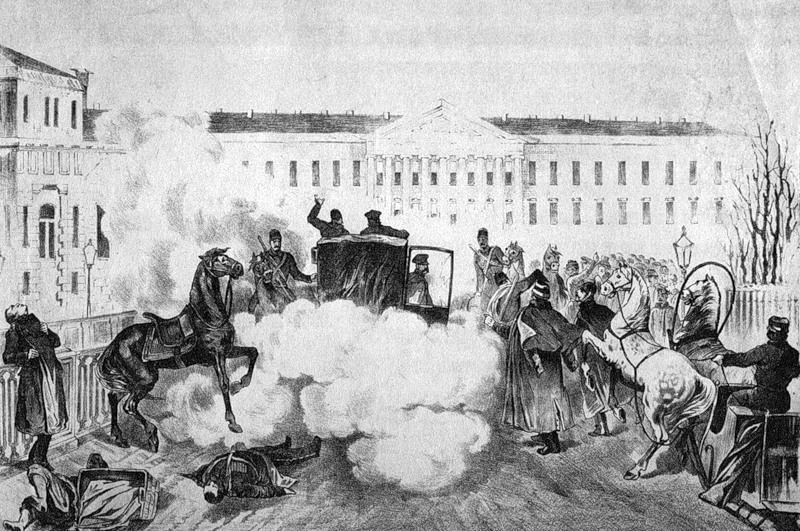
A cena do assassinato imediatamente após a explosão da primeira bomba.

O czar viajava tanto de ida quanto de volta ao Manège em uma carruagem fechada de dois lugares, puxada por dois cavalos. Ele estava acompanhado por cinco cossacos montados e Frank (Franciszek) Joseph Jackowski, um nobre polonês, com um sexto cossaco sentado à esquerda do cocheiro. A carruagem do imperador era seguida por três trenós que transportavam, entre outros, o chefe de polícia, o Coronel Dvorzhitzky, e dois oficiais da Gendarmaria.
Na tarde de 13 de março, depois de observar as manobras de dois batalhões da Guarda no Manège, a carruagem do czar entrou na rua Bolshaya Italyanskaya, evitando assim a mina na Malaya Sadovaya. Perovskaya, pegando um lenço e assoando o nariz como um sinal predeterminado, despachou os assassinos para o Canal. No caminho de volta, o czar também decidiu fazer uma breve visita à sua prima, a grã-duquesa Catarina. Isto deu aos bombistas o tempo suficiente para chegarem ao Canal a pé; com exceção de Mikhailov, todos eles assumiram suas novas posições.

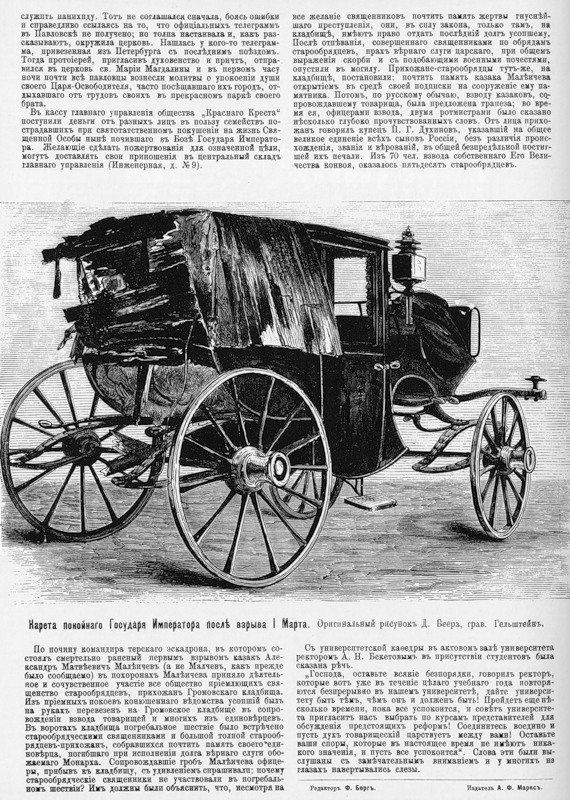
A carruagem destruída de Alexandre II.

Às 14h15, a carruagem havia percorrido cerca de 150 metros pelo cais quando encontrou Rysakov, que carregava uma bomba embrulhada em um lenço. Ao sinal dado por Perovskaya, Rysakov jogou a bomba sob a carruagem do czar. O cossaco que cavalgava atrás (Alexander Maleichev) foi mortalmente ferido e morreu mais tarde naquele dia. Entre os feridos estava um menino camponês de quatorze anos (Nikolai Zakharov) que trabalhava como entregador em um açougue. No entanto, a explosão danificou apenas a carruagem à prova de balas. O imperador saiu abalado, mas ileso. Rysakov foi capturado quase imediatamente. O chefe de polícia Dvorzhitsky ouviu Rysakov gritar para outra pessoa na multidão reunida. O cocheiro implorou ao Imperador que não desembarcasse. Dvorzhitzky se ofereceu para levar o czar de volta ao palácio em seu trenó. O czar concordou, mas decidiu primeiro ver o culpado e avaliar os danos. Ele expressou solicitude pelas vítimas. Às perguntas ansiosas de sua comitiva, Alexandre respondeu: "Graças a Deus, estou intocado".   

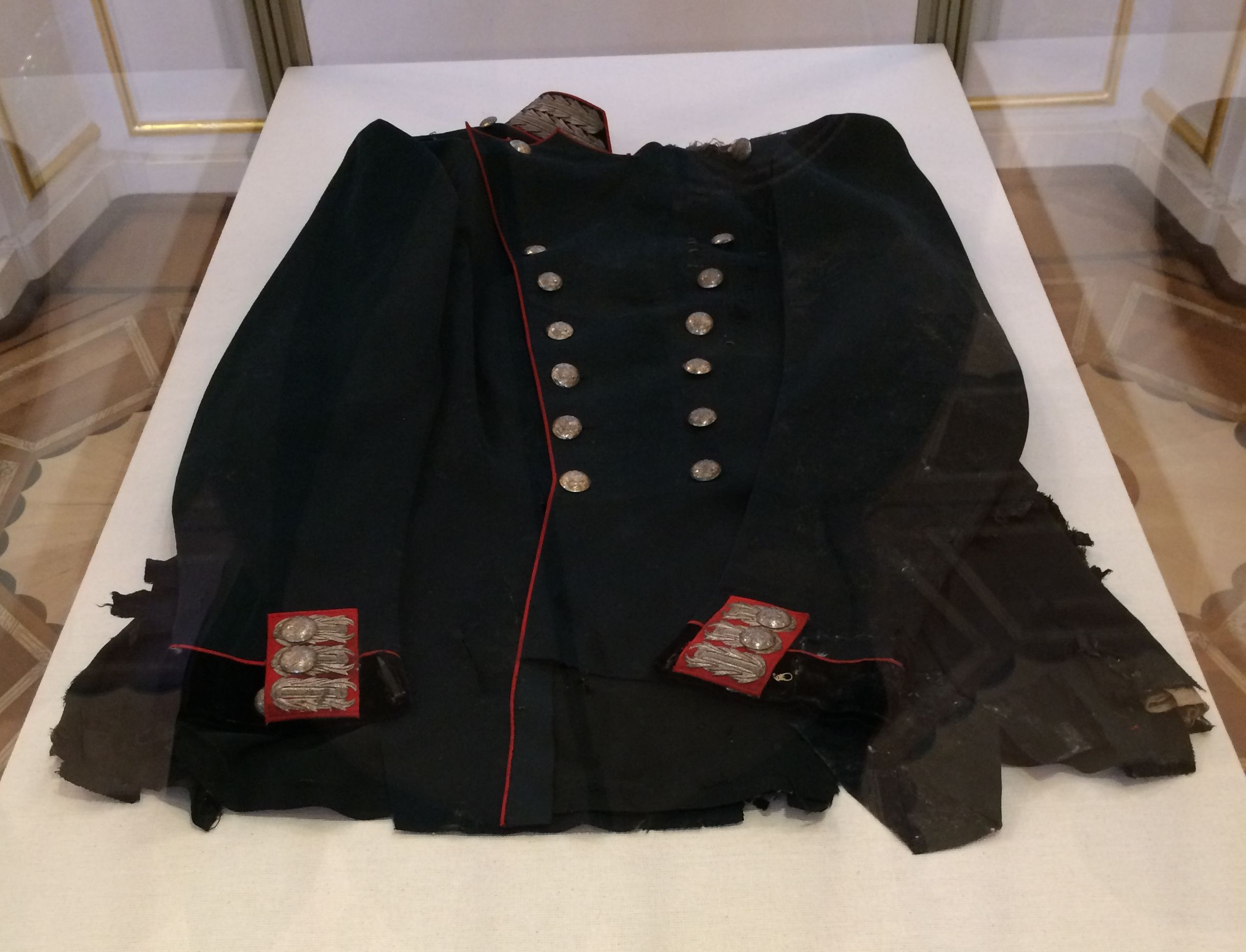
O uniforme usado por Alexandre II durante o assassinato.

Ele estava pronto para ir embora quando um segundo bombista, Hryniewiecki, que havia se aproximado do czar, fez um movimento brusco, jogando uma bomba em seus pés. Uma segunda explosão rasgou o ar e o Imperador e seu assassino caíram no chão, ambos mortalmente feridos. Como as pessoas se aglomeraram perto do czar, a bomba de Hryniewiecki causou mais feridos do que a primeira (de acordo com Dvorzhitsky, que também ficou ferido, havia cerca de 20 pessoas com ferimentos de vários graus). Alexandre estava apoiado no braço direito. Suas pernas foram quebradas abaixo do joelho, sangrando muito, seu abdômen foi dilacerado e seu rosto foi mutilado. O próprio Hryniewiecki, também gravemente ferido pela explosão, estava ao lado do czar e do ajudante do açougueiro.  
Ivan Yemelyanov, o terceiro bombista na multidão, estava pronto, segurando uma maleta contendo uma bomba que seria usada se os outros dois bombistas falhassem. No entanto, ele e outros espectadores correram para responder aos gritos de ajuda quase inaudíveis do czar; ele mal conseguia sussurrar: "Leve-me para o palácio... lá... eu morrerei."   Alexandre foi levado de trenó para seu escritório no Palácio de Inverno, onde quase no mesmo dia, vinte anos antes, ele havia assinado o Édito de Emancipação, libertando os servos. Membros da família Romanov correram para o local. O imperador moribundo recebeu a comunhão e os últimos sacramentos. Quando o médico assistente, Sergey Botkin, foi questionado sobre quanto tempo duraria, ele respondeu: "Até quinze minutos". Às 15h30 daquele dia, a bandeira pessoal de Alexandre II foi arriada pela última vez. 

## Prisões, julgamentos e punições
O lançador da segunda bomba fatal, Hryniewiecki, foi levado para o hospital militar próximo, onde permaneceu em agonia por várias horas. Recusando-se a cooperar com as autoridades ou mesmo a dar o seu nome, ele morreu naquela noite.  Numa tentativa vã de salvar a própria vida, Rysakov, o primeiro lançador de bombas que foi capturado no local, cooperou com os investigadores. Seu depoimento implicou os outros participantes e permitiu que a polícia invadisse a sede do grupo. A incursão ocorreu em 15 de março, dois dias após o assassinato. Helfman foi preso e Sablin disparou vários tiros contra os policiais e depois atirou em si mesmo para evitar ser capturado. Mikhailov foi capturado no mesmo prédio no dia seguinte, após um breve tiroteio. A polícia czarista prendeu Sophia Perovskaya em 22 de março, Nikolai Kibalchich em 29 de março e Ivan Yemelyanov em 14 de abril.  

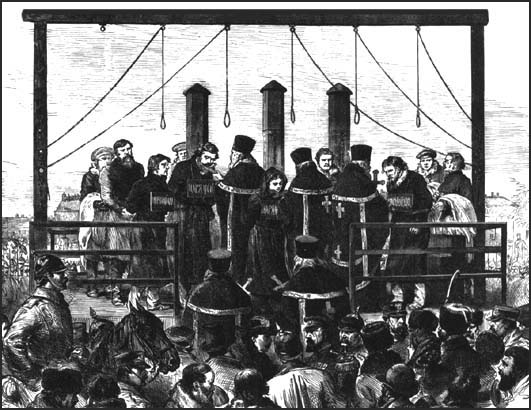
A execução dos conspiradores no pátio de desfile do Regimento Semyonovsky. À esquerda, o carrasco Frolov, descrito como um homem forte da classe camponesa. Condenados da esquerda para a direita: Rysakov, Zhelyabov, Perovskaya, Kibalchich e Mikhailov.

Zhelyabov, Perovskaya, Kibalchich, Helfman, Mikhailov e Rysakov foram julgados como criminosos de Estado pelo Tribunal Especial do Senado Governante, em 26 a 29 de março, e condenados à morte por enforcamento. A sentença foi devidamente executada em 15 de abril de 1881. No caso de Hesya Helfman, a sua execução foi adiada devido à sua gravidez.   Alexandre III mais tarde comutou sua sentença de morte para katorga (trabalho forçado) por um período de tempo indeterminado. Ela morreu de uma complicação pós-parto em janeiro de 1882, e sua filha recém-nascida não sobreviveu por muito mais tempo. 
Yemelyanov foi julgado no ano seguinte e condenado à prisão perpétua com trabalhos forçados; no entanto, recebeu o perdão do czar após cumprir 20 anos.  Vera Figner permaneceu foragida até 10 de fevereiro de 1883; durante esse período, ela orquestrou o assassinato do prefeito-geral Strelnikov, promotor militar de Odessa. Em 1884, Figner foi condenado à morte por enforcamento, pena que foi então comutada para servidão penal por tempo indeterminado. Ela também serviu por 20 anos até que um apelo de sua mãe moribunda convenceu o último czar, Nicolau II, a libertá-la.  

## Enterro

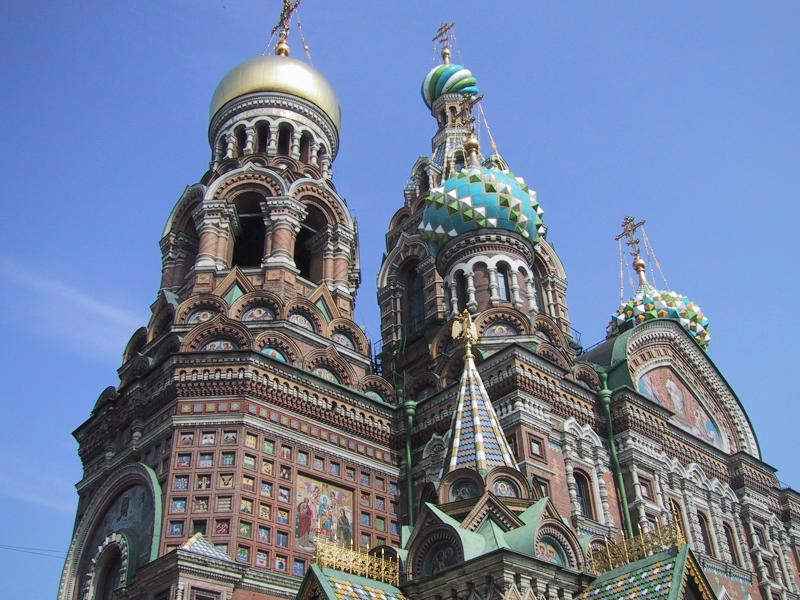
A Igreja do Salvador do Sangue Derramado foi erguida no local do assassinato.

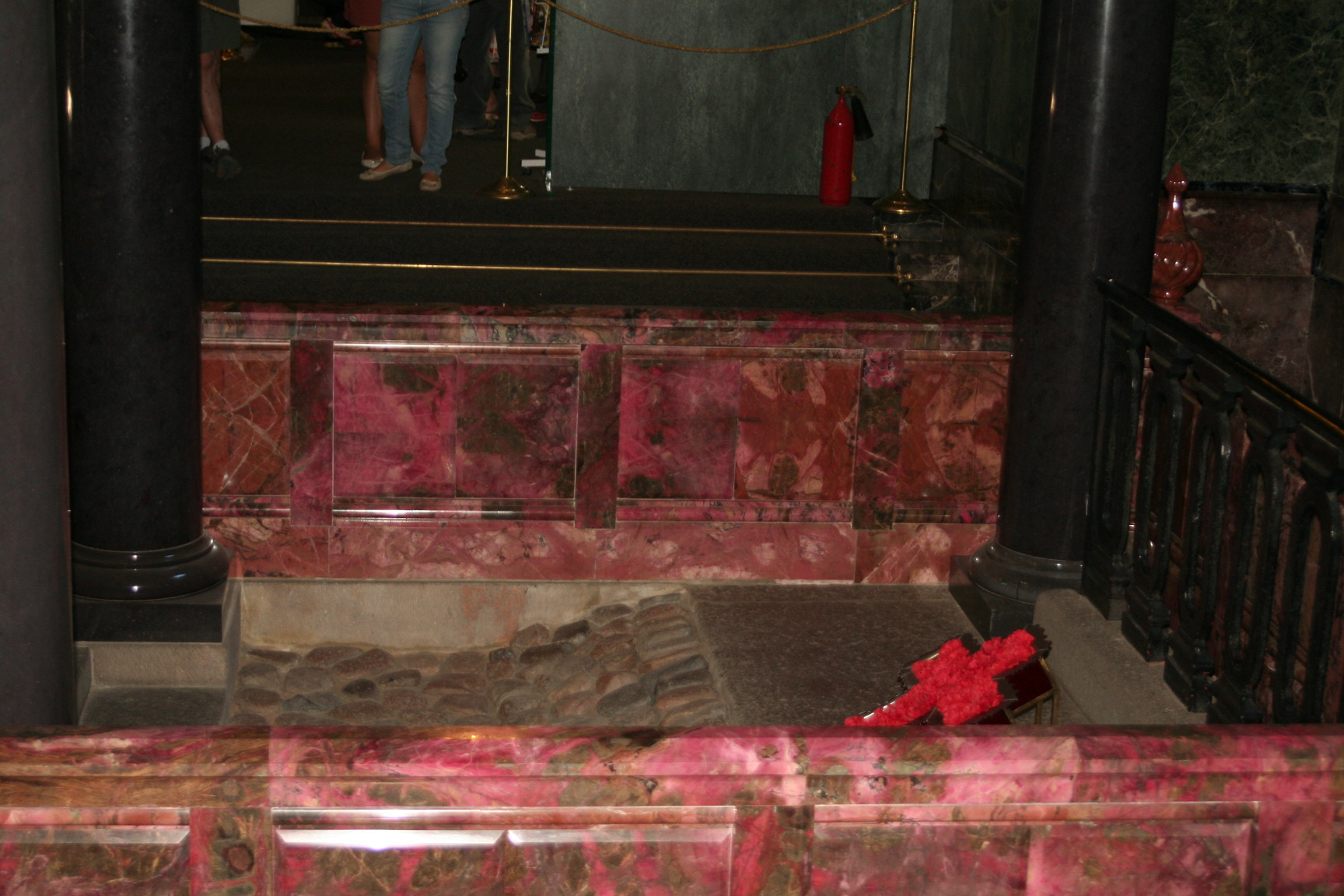
Os paralelepípedos da estrada antiga, as lajes da calçada e a grade de ferro ao longo da borda do cais onde ocorreu o assassinato.

Um santuário temporário foi erguido no local do ataque enquanto eram realizados planos e arrecadação de fundos para um memorial mais permanente. Este memorial tomou a forma da Igreja do Salvador sobre o Sangue Derramado. A construção começou em 1883, sob o reinado de Alexandre III, e foi concluída em 1907, sob o reinado de Nicolau II. Um elaborado santuário, em forma de cibório, foi construído no final da igreja, em frente ao altar, no local exato do assassinato de Alexandre. É embelezado com topázio, lazurita e outras pedras semipreciosas, criando um contraste marcante com os simples paralelepípedos da antiga estrada, que estão expostos no chão do santuário. 

## Consequências para os judeus
Alexandre II era visto como tolerante com os judeus. Durante seu reinado, impostos especiais sobre judeus foram eliminados e aqueles que concluíram o ensino médio foram autorizados a viver fora da Zona de assentamento judeu e se tornaram elegíveis para empregos públicos. Um grande número de judeus instruídos mudou-se o mais rápido possível para Moscovo, São Petersburgo e outras cidades importantes.  Alexandre III, que sucedeu seu pai após seu assassinato, reverteu essa tendência.
A importância do papel de Hesya Helfman no assassinato foi secundária, fornecendo um apartamento para os conspiradores. Após o assassinato, suas origens judaicas foram enfatizadas.  Outro conspirador, Ignacy Hryniewiecki, também foi considerado judeu. A Narodnaya Volya tinha muitos membros judeus, com cerca de um terço de todas as suas mulheres sendo judias. 
Após o assassinato, as Leis de Maio foram aprovadas. O assassinato também inspirou ataques retaliatórios às comunidades judaicas. Durante estes pogroms, milhares de lares judeus foram destruídos; muitas famílias foram reduzidas à pobreza e um grande número de homens, mulheres e crianças foram feridos ou mortos em 166 cidades nas províncias do sudoeste do Império.